# Шовкопряд Балліона
Шовкопря́д Балліона (Lemonia ballioni) — метелик родини Lemoniidae. Один з 10 видів палеарктичного роду; один з 3 представників роду у фауні України.

## Опис
Розмах крил — 40-46 мм. Передні і задні крила приблизно однакового кольору — буровато-жовті (інтенсивність забарвлення може сильно варіювати), дискальна пляма переднього крила коричнева. Від шовкопряда кульбабового відрізняється наявністю добре вираженої поперечної коричневої підкраєвої смуги на передніх крилах.

## Особливості біології
Дає одну генерацію на рік. Літ імаго на яйлах та значних висотах триває з середини серпня до кінця вересня, а на рівнині — з другої декади вересня до середини жовтня. Метелик активний переважно наприкінці ночі, у дорослому віці не живиться. Самиця відкладає до 68 яєць купкою на ґрунті. Зимує яйце. Навесні вихід гусені відбувається з третьої декади квітня (на яйлах майже на місяць пізніше), вона розвивається дуже швидко, іноді за 11-14 діб. Кормові рослини: кульбаба, зміячка м'яка, козельці. Заляльковується без кокона на поверхні ґрунту. Лялечка має дво-, чотиримісячну літню естивацію.

## Екологія та поширення
Екологічно пластичний вид, заселяє широкий діапазон галофітно-степових, справжньо-степових та лучно-степових біотопів від практично нульових висотних позначок до яйл включно. При цьому досить вимогливий до режиму зволоження у літній період: уникає постійного мешкання у занадто аридних регіонах.
Ареал включає Малу Азію, чорноморське узбережжя Кавказу, Закавказзя. В Україні поширений в Криму.

## Загрози та охорона
Охороняється у Казантипському, Опуцькому, Карадазькому та Ялтинському гірсько-лісовому природних заповідниках як компонент біоценозу.